# Jan Jakob Lodewijk ten Kate
Jan Jakob Lodewijk ten Kate, nizozemski pisatelj, pesnik, teolog in duhovnik, * 23. december 1819, Haag, Nizozemska, † 24. december 1889, Amsterdam, Nizozemska.
Med letoma 1838 in 1843 je študiral teologijo na Univerzi v Utrechtu.